# Chasmatopterus cobosi
Chasmatopterus cobosi es un coleóptero de la familia Scarabaeidae.
Es endémico de España, concretamente en las provincias de Almería y Granada.
Mide unos 5,5-6,6 mm. Es una especie submontana/montana, florícola y primaveral.
Calificada como casi amenazado en el Libro Rojo de los Invertebrados de Andalucía.